# Pachypsaltis
Pachypsaltis is een geslacht van vlinders van de familie echte motten (Tineidae).

## Soorten
- P. catathrausta Meyrick, 1938
- P. insolens Meyrick, 1914
- P. megalopa Meyrick, 1915
- P. meyricki Gozmány & Vári, 1973
- P. morosa Gozmány, 1966
- P. pachystoma (Meyrick, 1920)
- P. psammodoxa Meyrick, 1925
- P. taxiarcha Meyrick, 1916